# Repubblica Cremasca
La Repubblica Cremasca (o Repubblica di Crema) fu una piccola municipalità rivoluzionaria (una delle cosiddette "repubbliche sorelle") creata nel marzo del 1797 a seguito dell'occupazione della città di Crema (Italia) da parte delle truppe francesi.

## Storia
La città di Crema e la sua provincia "Cremasca" (al nord della provincia di Cremona) erano state annesse alla Repubblica di Venezia sin dal 1449, e da quella data rette da un podestà nominato dalla Serenissima. Il 28 marzo del 1797 un corpo di dragoni francesi entrò nella città non incontrando resistenza e destituì le autorità veneziane. Il duca Zan Battista Contarini fu arrestato e la nuova municipalità, composta da possidenti terrieri e da cittadini nobili, proclamò la Repubblica Cremasca che comprendeva la città e la provincia di Crema.

## La municipalità

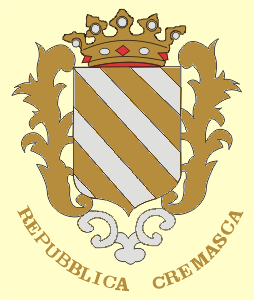
Stemma della Municipalità

La nuova repubblica, retta dal Comitato di Difesa Generale presieduto dal marchese Fortunato Gambazzocca con Agostino Benvenuti, ebbe una vita effimera. Creazione malamente dissimulata dei transalpini, già tre settimane dopo la sua fondazione fu segretamente destinata al nuovo stato fantoccio lombardo con l'armistizio di Leoben. Solo tre mesi dopo - infatti - il 29 luglio 1797, fu inserita nella frontiera doganale della Repubblica Cisalpina, e ad essa annessa legalmente col trattato di Campoformio.
Il territorio fu incluso nell'effimero dipartimento dell'Adda, quindi nell'Alto Po.